# The Brotherhood of the Bell
The Brotherhood of the Bell ist ein US-amerikanischer Fernsehfilm von Paul Wendkos aus dem Jahr 1970 mit Glenn Ford in der Hauptrolle. Das Filmdrama wurde durch den Sender CBS am 17. September 1970 zum ersten Mal ausgestrahlt.

## Handlung
Als Student wird Andrew Patterson, mittlerweile ein erfolgreicher Universitätsprofessor, in die geheime Bruderschaft der Glocke eingeweiht. Die Bruderschaft ist sehr selektiv in der Auswahl ihrer Mitglieder, die sich aus einflussreichen Persönlichkeiten rekrutieren. Als die Bruderschaft wegen einer Aufgabe an ihn herantritt, lehnt Patterson diese ab. Als er die Bruderschaft öffentlich bloßstellen will, wird er der Lächerlichkeit preisgegeben und erkennt, dass die Geheimorganisation zu mächtig ist, um sie allein zu bekämpfen. Schließlich gelingt es ihm, Unterstützung in seinem Kampf zu finden.

## Wissenswertes
Der Fernsehfilm war 1971 bei den Emmy Awards für das beste Drehbuch nominiert.